# بورزوناسكا
بورزوناسكا هي كومونا تقع في المدينة الحضرية جنوة في منطقة ليغوريا الإيطالية ، وتقع بورزوناسكا على بعد 35 كيلومتر ( 22 ميل ) شرق مدينة جنوة .
وتقع بورزوناسكا على حدود بعض البلديات وهي : ميزانيغو ، وناي ، ورزاليو ، وسان كولومبانو سيرتنولي ، وسانتو ستيفانو ديافيتو ، وتورنولو ، وفاريزي ليغوري . وتعد بورزوناسكا جزءًا من المتنزه المحلي الطبيعي أفيتو .

## المعالم السياحية
- كنيسة القديس بارثولوميو ( 1628 ) .
- مصلى القديسين فيليب وجيمس ( 1554 ) .
- كنيسة بورزون .
- كنيسة القديس أندرو ، والتي تأسست في عام  ( 1184 ) .

## التوأمية
- يارا ، كوبا

## روابط خارجية
- الموقع الرسمي باللغة الإيطالية